# Vladímir Voinóvitx
Vladímir Nikolàievitx Voinóvitx (rus: Влади́мир Никола́евич Войно́вич, 26 de setembre de 1932, Stalinabad, RSS del Tadjikistan, Unió Soviètica – 27 de juliol del 2018, Moscou, Rússia) fou un novel·lista, poeta i dramaturg rus, antic dissident soviètic, també conegut com a compositor i pintor. Guanyador del Premi Estatal de Rússia (2000). Membre honorari de l'Acadèmia de les Arts de Rússia.
El 1980 va ser expulsat de l'URSS i privat de la seva ciutadania soviètica, però posteriorment fou rehabilitat i va tornar a Moscou el 1990. Després de la caiguda de la Unió Soviètica, va continuar sent un crític franc de la política russa sota el govern de Vladímir Putin.
Fins a mitjans dels anys 2000, va viure a Alemanya.

## Biografia

### Primers anys
Segons ell mateix, el seu pare era d'origen serbi i era traductor de literatura sèrbia, i la seva mare era d'origen jueu. Vladímir Voinóvitx afirmava que el seu pare pertanyia a la noble família sèrbia dels Vojnović, tot i que es basava únicament en el seu cognom i en el llibre de l'escriptor iugoslau Vidak Vujnović Vojinovici i Vujinovici od srednjeg veka do danas (1985) que va rebre com a regal de l'autor durant la seva estada a Alemanya.
El 1936 el pare de Voinóvitx va ser arrestat sota l'acusació de dur a terme agitació antisoviètica i va passar cinc anys en camps de treball.
Voinóvitx va començar els seus estudis a Moscou i va intentar entrar a l'Institut de Literatura Maksim Gorki. Després d'un intent fallit, va entrar a l'Institut Pedagògic Krúpskaia de Moscou, facultat d'història. Segons la seva autobiografia, va passar algun temps al Kazakhstan, "buscant inspiració", i en retornar a Moscou va començar a treballar en la seva primera novel·la.
El 1960 va trobar feina com a editor júnior en el departament de sàtira i humor de Ràdio 1 amb un període de prova. La cançó Jo crec, amics (Catorze minuts pel llançament) (rus: Я верю, друзья (Четырнадцать минут до старта), Ia vériu, druzià (Txetírnadtsat minut do starta)) es va convertir en la cançó favorita dels cosmonautes soviètics (de fet, en el seu himne; el compositor fou Óskar Féltsman).
| «                                    | (rus) Я верю, друзья, караваны ракет Помчат нас вперёд от звезды до звезды. На пыльных тропинках далёких планет Останутся наши следы… | (català) Jo crec, amics, que caravanes de coets Ens portaran ràpidament endavant d'estrella a estrella. Als camins polsegosos de planetes distants Romandran les nostres petjades... | » |
| — Vladímir Voinóvitx, Я верю, друзья | | |   |

Després que la cançó fos citada per Khrusxov, que va conèixer els astronautes, va rebre la fama de tota la Unió: Vladímir Voinóvitx "es va despertar famós". Immediatament, els "generals de la literatura" van començar a afavorir-lo, Voinóvitx va ser acceptat a la Unió d'Escriptors Soviètics (1962). Voinóvitx és autor dels textos de més de 40 cançons.

### Debut literari i dissidència
Els seus primers llibres publicats foren Vivim aquí (rus: Мы здесь живём, Mi zdes jiviom) i Vull ser honest (rus: Хочу быть честным, Khotxú bit txéstnim). El 1969 va publicar la primera part de La vida i les extraordinàries aventures del soldat Ivan Txonkin (rus: Жизнь и необыча́йные приключе́ния солда́та Ива́на Чо́нкина, Jizn i neobitxàinie prikliutxénia soldata Ivana Txónkina), una novel·la satírica sobre un soldat rus durant la Segona Guerra Mundial. Al cap de dos anys va aparèixer la segona part. La primera part es va publicar (sense permís de l'autor) el 1969 a Frankfurt am Main i el llibre sencer l'any 1975 a París.
Al començament del període d'estancament de Bréjnev, els escrits de Voinóvitx van deixar de publicar-se a l'URSS, però van continuar publicant en samizdat i a Occident. El 1974, les autoritats van iniciar un assetjament sistemàtic de Voinóvitx a causa dels seus escrits i de la seva actitud política. Voinóvitx va ser exclòs de la Unió d'Escriptors Soviètics el mateix any. Se li va tallar la seva línia telefònica el 1976 i ell i la seva família foren forçats a emigrar el 1980, a més de ser desposseïts de la seva ciutadania. Es va establir a Múnic, Alemanya Occidental, després de ser convidat per l'Acadèmia de Belles Arts de Múnic i va treballar durant un temps a Radio Liberty. Voinóvitx va ajudar a publicar la famosa novel·la de Vassili Grossman, Vida i destí; el físic Andrei Sàkharov va fotografiar secretament les pàgines de l'esborrany conservat per Semion Lipkin, i Voinóvitx va aconseguir treure les pel·lícules fotogràfiques a l'estranger. El 1987 publicà la segona de les seves obres més conegudes, Moscou 2042 (rus: Москва 2042, Moskvà 2042). Mikhaïl Gorbatxov li va restituir la seva ciutadania soviètica el 1990 i posteriorment va tornar a Rússia

### Activisme públic a Rússia
Voinóvitx va continuar expressant les seves conviccions polítiques també després de la caiguda de la Unió Soviètica.
El 2001, Voinóvitx va signar una carta oberta en què expressava el seu suport al canal NTV i, el 2003, una carta contra la Segona guerra de Txetxènia. El 25 de febrer de 2015 va publicar una "Carta oberta de Vladímir Voinóvitx al president de Rússia" en la qual demanava a Putin l'alliberament de la pilot ucraïnesa Nadia Sàvtxenko, que feia una vaga de fam. Va afirmar que la seva mort podria tenir un efecte encara més gran sobre l'opinió mundial que l'annexió de Crimea i la guerra al Donbàs. En una entrevista a The Daily Beast, Voinóvitx va dir que "d'alguna manera, és pitjor avui" que durant l'era soviètica i que "les llibertats que tenim són només restes". En una entrevista a Radio Free Europe/Radio Liberty in 2017, Voinóvitx també va expressar crítiques al president Putin, afirmant que Putin havia orientat el país en una direcció més conservadora a costa de la política "orientada cap al futur". Va repetir la seva opinió que la situació política actual de Rússia és comparable a la dècada del 1970 a la Unió Soviètica. "Estan reprimint manifestacions. Envien gent a la presó bàsicament pels mateixos càrrecs. És veritat que no donen penes de set anys, sinó dues. I ara han començat a conduir a la gent fora del país", va assenyalar.

### Vida personal
Voinóvitx es va casar tres vegades. Entre 1957 i 1964 va estar casat amb Valentina Vassílievna Boltúixkina (1929-1988), amb qui va tenir dos fills: Marina Voinóvitx (1958-2006) i Pàvel Voinóvitx (nascut el 1962), també escriptor i publicista rus, autor de novel·les històriques. La seva segona esposa va ser Irina Danílovna Braude (1938–2004). Van tenir una filla, Olga Voinóvitx (nascuda el 1973), escriptora alemanya. Després de la mort d'Irina el 2004, Voinóvitx es va casar amb Svetlana Iàkovlevna Kolesnitxenko (de soltera Lianózova), emprenedora, també vídua del periodista rus Tomas Kolesnitxenko. Van viure a Moscou.
Vladímir Voinóvitx va morir la nit del 27 de juliol de 2018 a causa d'un atac de cor. Va ser enterrat al cementiri de Troiekúrovskoie, secció 21.

## Premis i honors

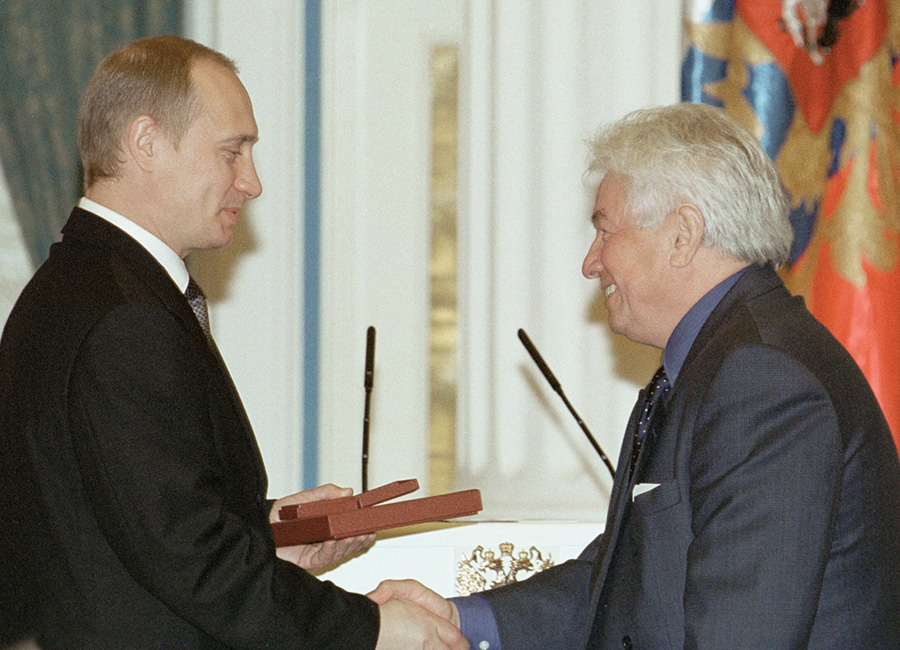
El president rus Vladímir Putin presenta Voinóvitx amb el Premi Estatal de la Federació de Rússia el 12 de juny de 2001. El premi es va adjudicar pel llibre "Propaganda monumental" sobre el llegat neoestalinista que es troba al subconscient dels ciutadans russos.

Voinóvitx va rebre el Premi Estatal de la Federació de Rússia de l'any 2000, pel seu llibre "Propaganda monumental" sobre el llegat neoestalinista soviètic que es trobava en el subconscient de gairebé tots els ciutadans de la "Rússia lliure". També va rebre el Premi Andrei Sàkharov per al coratge cívic de l'escriptor (2002).

## Obra
La primera i segona parts de la seva èpica obra mestra La vida i extraordinàries aventures del soldat Ivan Txonkin, ambientades a l'Exèrcit Roig durant la Segona Guerra Mundial, exposen satíricament els absurds diaris del règim totalitari. "Txonkin" és ara una figura àmpliament coneguda de la cultura popular russa i el llibre també va ser adaptat al cinema en una pel·lícula del director txec Jiří Menzel. Molts han assenyalat les similituds entre la història de Txonkin i Les aventures del bon soldat Švejk. La tercera part de la novel·la es va publicar el 2007. No es coneix tan bé com les dues parts anteriors. Retrata la vida dels personatges des de la postguerra fins al present, incloent l'emigració involuntària de Txonkin als EUA. També es presta molta atenció a les figures de Lavrenti Béria i Ióssif Stalin, l'últim dels quals es representa de manera burleta com a fill de Nikolai Przewalski i un cavall de Przewalski. Segons l'autor, la redacció de tota la novel·la el va portar gairebé cinquanta anys. La novel·la ha estat descrita com un Catch-22 soviètic.
El 1986 va escriure una novel·la distòpica, Moscou 2042 (publicada el 1987). En aquesta novel·la, Voinóvitx retrata una Rússia governada pel "Partit Comunista de la Seguretat de l'Estat", combinant el KGB, l'Església Ortodoxa Russa i el Partit Comunista. Aquest partit està dirigit per un general del KGB anomenat Aleksei Bukàixev (el seu cognom prové del "bukaixka", que significa "insecte petit") que coneix el personatge principal de la novel·la a Alemanya. Un eslavòfil, Sim Símitx Karnavàlov (aparentment inspirat per Aleksandr Soljenitsin), finalment derroca el partit i entra a Moscou amb un cavall blanc. Diversos observadors han assenyalat les similituds entre la trama del llibre i els esdeveniments polítics reals a Rússia després de la caiguda de la Unió Soviètica.
Les altres novel·les de Voinóvitx també van aconseguir elogis. La seva Ivankiada (rus: Иванькиада) és la història d'un escriptor que tracta d'obtenir un apartament al bell mig de l'obstrucció burocràtica del sistema soviètic. El barret (rus: Шапка, Xapka) és una sàtira en al·lusió a la novel·la de Gògol L'abric. La seva Propaganda monumental (rus: Монументальная пропаганда, Monumentàlnaia propaganda) és una crítica punyent de la Rússia post-comunista, una història que mostra l'opinió de l'autor que els russos no han canviat molt des dels temps de Ióssif Stalin. Propaganda monumental va ser descrita com "un comentari il·luminador sobre la persistència de falsos ídols i deliris històrics".
El 2002 va publicar un controvertit llibre de memòries titulat Un retrat en el fons d'un mite (rus: Портрет на фоне мифа, Portret na fone mifa), molt crític amb Aleksandr Soljenitsin. Voinóvitx el va acusar de crear un culte al voltant de si mateix, de pobres destreses d'escriptura i del seu suposat antisemitisme, entre altres coses. El llibre va rebre una reacció mixta. Iuri Semiónov va donar suport al punt relatiu a la "degradació contínua de Soljenitsin" com a escriptor, però també va criticar Voinóvitx per "glorificar-se simultàniament a si mateix i als seus llibres". Liza Nóvikova de Kommersant va comparar el llibre amb l'actuació artística, suggerint que "l'autor només ajuda a crear el mateix mite intentant demostrar que Soljenitsin no coincideix amb el rang d'un gran escriptor". El llibre va ser vist com una reacció als dos volums del treball històric de Soljenitsin Dos-cents anys junts, que va ser publicat en 2001-2002; estava dedicat a la història dels jueus a Rússia i és considerat amb freqüència com a antisemita. Voinóvitx, però, va dir que havia començat el treball del seu llibre abans que es publiqués l'obra Dos-cents anys junts i que no havia tingut paciència per llegir-lo fins al final.
Va publicar les seves memòries el 2010.